# Andrena volgensis
Andrena volgensis är en biart som beskrevs av Osytshnjuk 1994. Andrena volgensis ingår i släktet sandbin, och familjen grävbin. Inga underarter finns listade i Catalogue of Life.